# Tuizelo
Tuizelo ist eine Ortschaft und Gemeinde im Nordosten Portugals.
Der französische Ethnologe Michel Giacometti drehte hier Mitte der 1970er Jahre für verschiedene Folgen seiner Fernsehserie Povo que Canta (dt.: Volk das singt) für den portugiesischen öffentlich-rechtlichen Fernsehsender RTP.
Tuizelo ist ein wesentlicher Schauplatz der Handlung in Yann Martels Roman „Die hohen Berge Portugals“ aus dem Jahr 2016.

## Geschichte
Funde belegen eine Besiedlung des heutigen Gemeindegebiets mindestens seit der Castrokultur.
Der Name Tuizelo geht vermutlich auf einen lokalen Herrscher namens Teodicellus zurück, während der Herrschaft germanischer Stämme im 5. bis 7. Jahrhundert, möglicherweise unter den Sueben.
Die heutige Ortschaft ist möglicherweise im Verlauf der Reconquista neu entstanden. So war es im 13. Jahrhundert eine Ortschaft zugehörig zur Festungsstadt Vinhais.
Bis heute blieb Tuizelo eine Gemeinde im Kreis Vinhais.

## Verwaltung
Tuizelo ist eine Gemeinde (Freguesia) im Kreis (Concelho) von Vinhais, im Distrikt Bragança. Auf einer Fläche von 31 km² leben hier 296 Einwohner (Stand 19. April 2021).
Folgende Ortschaften liegen im Gemeindegebiet: 
- Cabeça de Igreja
- Cruz de Revelhe
- Nuzedo de Cima
- Peleias
- Quadra
- Revelhe
- Salgueiros
- Tuizelo